# Battrans
Battrans település Franciaországban, Haute-Saône megyében. Lakosainak száma 210 fő (2022. január 1.). Battrans Ancier, Cresancey, Gray és Velesmes-Échevanne községekkel határos.

## Népesség
A település népességének változása:
| Lakosok száma | 228  | 221  | 223  | 233  | 237  | 240  | 241  | 239  | 225  | 210  |
|               | 2010 | 2013 | 2015 | 2016 | 2017 | 2018 | 2019 | 2020 | 2021 | 2022 |